# Giro dell’Etna
Giro dell’Etna war ein italienisches Straßenradrennen von 1980 bis 2004 über 190 km. Es wurde am Vulkan Ätna veranstaltet.
2001 wurde das Rennen in Giro della Provincia di Catania-Trofeo dell’Etna umbenannt; es wurde aber Trofeo dell’Etna genannt.

## Sieger
- 1980  Wladimiro Panizza
- 1981  Giuseppe Saronni
- 1982  Wladimiro Panizza
- 1983  Giovanni Mantovani
- 1984  Francesco Moser
- 1985  Francesco Moser
- 1986  Francesco Moser
- 1987  Adriano Baffi
- 1988  Paolo Cimini
- 1989  Rolf Sørensen
- 1990  Adriano Baffi
- 1991  Mario Cipollini
- 1992  Stefano Colagè
- 1993  unbekannt
- 1994  Stefano Zanini
- 1995  Stefano Colagè
- 1996  Fabiano Fontanelli
- 1997  Biagio Conte
- 1998  Nicola Minali
- 1999  Alessandro Baronti
- 2000  unbekannt
- 2001  Timothy Jones
- 2002  Fabio Baldato
- 2003  Filippo Pozzato
- 2004  Leonardo Bertagnolli[1]